# Karen Blixen
Karen Christence von Blixen-Finecke, pseud. Isak Dinesen, Pierre Andrezel, Osceola (ur. 17 kwietnia 1885 w Rungsted k. Kopenhagi, zm. 7 września 1962 tamże) – duńska pisarka, znana głównie ze wspomnień o swoim życiu w Kenii, wydanych jako Pożegnanie z Afryką. Kilkakrotnie nominowana do literackiej nagrody Nobla (w latach 1950 i 1955–1962).

## Życiorys

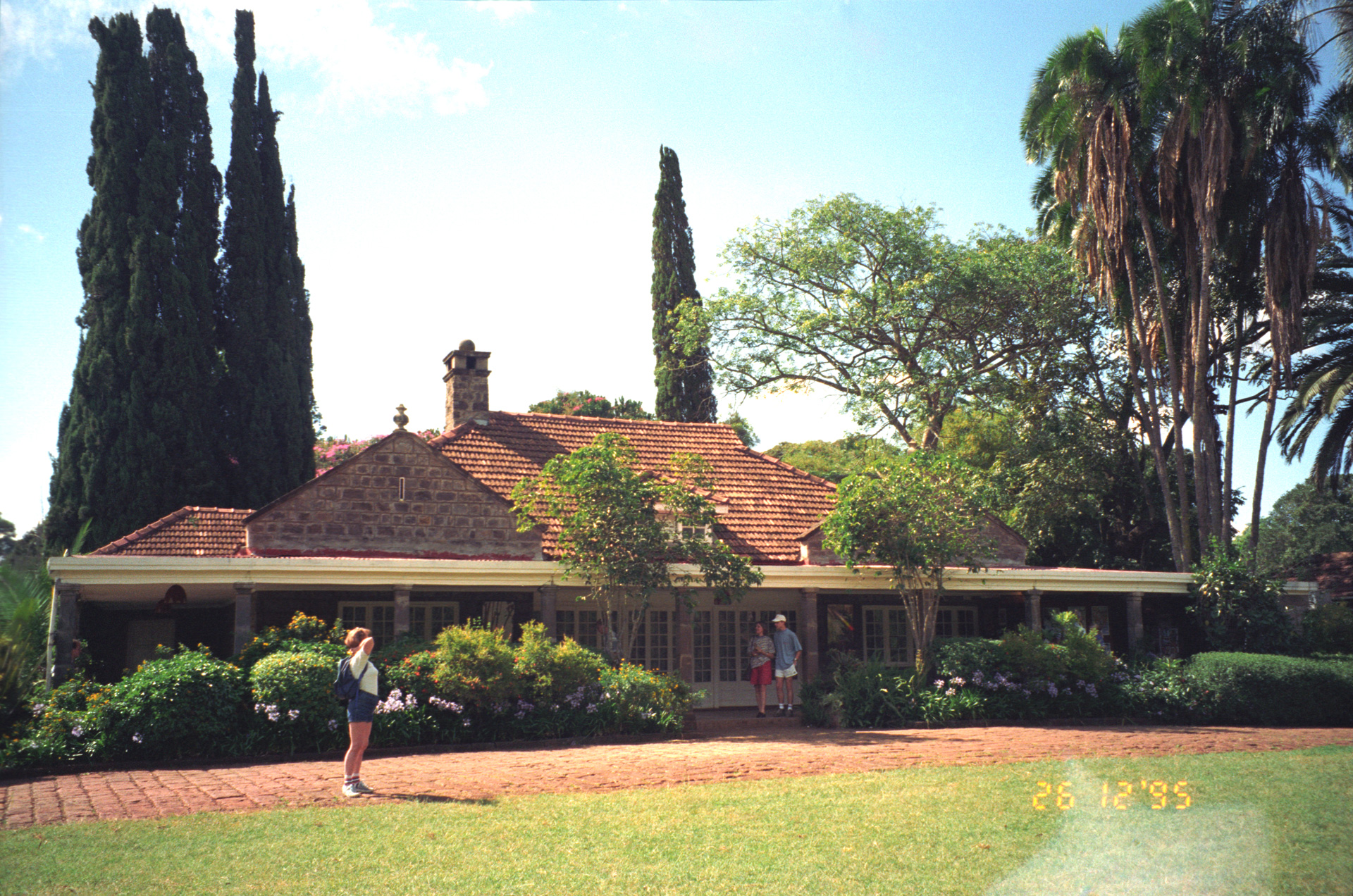
Muzeum Karen Blixen w Nairobi

Urodziła się i dorastała w Rungstedlund w zamożnej rodzinie. Kształciła się w Kopenhadze, Paryżu i Rzymie. Ukończyła kopenhaską Akademię Sztuk Pięknych. Pierwsze teksty literackie zaczęła publikować jako Osceola w duńskich czasopismach w 1905.
W 1914 wyszła za swojego dalekiego kuzyna, szwedzkiego barona – Brora von Blixen-Finecke, po czym przeprowadziła się z nim do Kenii, gdzie zajęła się uprawą kawy w Ngong Hills. Liczne zdrady męża doprowadziły do separacji (1921) i rozwodu (1925), poza tym Blixen zaraziła się syfilisem. Po rozstaniu z mężem sama zajmowała się plantacją przez 10 lat, do 1931, kiedy z powodu załamania się rynku kawy powróciła do Danii. Związała się także z angielskim arystokratą Denysem Finchem-Hattonem, który zainspirował ją do pisania opowiadań.
W 1934 pod pseudonimem Isaak Dinesem wydała Siedem niesamowitych opowieści. Później nadal tworzyła głównie opowiadania, pisząc po angielsku i duńsku. Opublikowała także powieść Niewinne mścicielki. W 1950 została odznaczona królewskim Medalem „Ingenio et arti”, a w 1952 otrzymała nagrodę literacką Złote Laury.
Zmarła w 1962 w Rungstedlund.

## Dzieła wydane po polsku
- Siedem niesamowitych opowieści (1934)*
- Pożegnanie z Afryką (1937)
- Zimowe opowieści (1942)
- Niewinne mścicielki (1947)
- Ostatnie opowieści (1957)
- Anegdoty o przeznaczeniu, później wydawane jako Uczta Babette (oryg. Anecdotes of Destiny, 1958)
- Cienie na trawie (1960)
- Karnawał (1977)
- Dagerotypy (1977)

* W nawiasach widnieją daty pierwszego wydania oryginalnego.

## Ekranizacje
- 1968 Nieśmiertelna opowieść (reż. Orson Welles)
- 1985 Pożegnanie z Afryką (reż. Sydney Pollack)
- 1987 Uczta Babette (reż. Gabriel Axel)